# Really (album av J.J. Cale)
Really är det andra studioalbum av J.J. Cale och släpptes 1973. Albumet innehåller singeln "Lies" som släpptes 1972.

## Låtlista
Alla låtar skrivna av J.J. Cale om inte annat anges.
| Nr  | Titel                       | Kompositör           | Längd |
| --- | --------------------------- | -------------------- | ----- |
| 1.  | Lies                        |                      | 2:56  |
| 2.  | Everything Will Be Alright  |                      | 3:14  |
| 3.  | I'll Kiss the World Goodbye |                      | 1:47  |
| 4.  | Changes                     |                      | 2:25  |
| 5.  | Right Down Here             |                      | 3:15  |
| 6.  | If You're Ever in Oklahoma  |                      | 2:05  |
| 7.  | Ridin' Home                 |                      | 2:39  |
| 8.  | Goin' Down                  | Don Nix              | 3:00  |
| 9.  | Soulin'                     |                      | 2:19  |
| 10. | Playing in the Street       |                      | 1:51  |
| 11. | Mojo                        | McKinley Morganfield | 2:29  |
| 12. | Louisiana Women             |                      | 2:56  |